# Sean Thomas

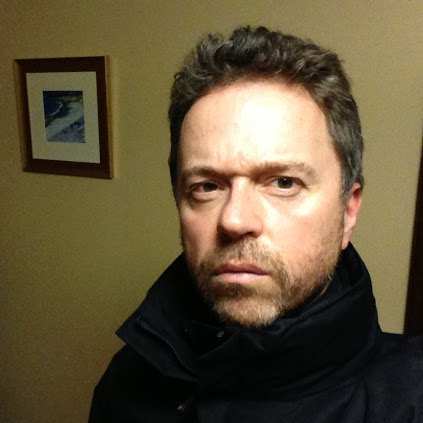
Sean Thomas (2012)

Sean Thomas (* 1963 in  Devon, Vereinigtes Königreich) ist ein englischer Schriftsteller und Journalist. Er studierte Philosophie am University College London. Er lebt mit seinen beiden Töchtern in London.
Als Journalist schrieb er für The Times, Daily Mail,  The Spectator und The Guardian, hauptsächlich über Reisen, Politik und Kunst. Unter dem Namen Tom Knox ist er auf  archäologische und  religiöse Thriller spezialisiert. In Deutschland ist er vor allem für seine Romane unter dem Pseudonym S. K. Tremayne bekannt und auf den Bestsellerlisten zu finden.

## Werke

### Sean Thomas
- 1996: Absent Fathers. Andre Deutsch Ltd, ISBN 978-0-233-99003-3
- 2000: Kissing England. Flamingo, ISBN 978-0-00-226140-1
- 2002: The Cheek Perforation Dance. Flamingo, ISBN 978-0-00-651445-9
- 2006: Millions of Women are Waiting to Meet You. Bloomsbury Publishing, ISBN 978-0-7475-8556-5

### Tom Knox
- 2009: The Genesis Secret. Viking Adult, ISBN 978-0-670-02088-1
- 2012: Cagot. Piper Taschenbuch, ISBN 978-3-492-27480-7 (engl. Original: The Marks of Cain, Viking Adult, 2010), übersetzt von Sepp Leeb
- 2013: The Deceit. HarperCollins Publishers, ISBN 978-0-007-45919-3
- 2014: Bibel der Toten. Piper Taschenbuch, ISBN 978-3-492-30382-8 (engl. Original: The Lost Goddess, Viking Adult, 2012), übersetzt von Sepp Leeb
- 2015: Der Babylon-Kult. Atlantik, ISBN 978-3-455-65042-6 (engl. Original: The Babylon Rite, HarperCollins Publishers, 2012), übersetzt von Sepp Leeb

### S. K. Tremayne
- 2016: Eisige Schwestern. Knaur TB, ISBN 978-3-426-52014-7 (engl. Original: The Ice Twins, HarperCollins Publishers, 2015), übersetzt von Susanne Wallbaum
- 2018: Stiefkind. Knaur TB, ISBN 978-3-426-52131-1 (engl. Original: The Fire Child, HarperCollins Publishers, 2017), übersetzt von Susanne Wallbaum
- 2018: Mädchen aus dem Moor. Knaur TB, ISBN 978-3-426-52248-6 (engl. Original: Just Before I Died, HarperCollins Publishers, 2018), übersetzt von Susanne Wallbaum
- 2020: Die Stimme. Knaur HC, ISBN 978-3-426-22738-1 (engl. Original: The Assistant, HarperCollins Publishers, 2019), übersetzt von Susanne Wallbaum
- 2021: Augen ohne Licht. Knaur TB, ISBN 978-3-426-52766-5, übersetzt von Susanne Wallbaum
- 2022: Schwarzes Wasser. Knaur TB, ISBN 978-3-426-52720-7 (engl. Original: The Drowning Hour, HarperCollins Publishers, 2022), übersetzt von Susanne Wallbaum